# Martina Edoff
Martina Birgitta Jenny Edoff (20 de abril de 1968) es una cantante sueca nacida en el municipio de Motala, Östergötland.

## Carrera
Edoff fue la sustituta en el verano de 2004 de Jill Johnson y Charlotte Perrelli en el espectáculo Rhapsody in Rock de Robert Wells; apareció en el espectáculo en una ocasión, como «artista invitada secreta» en Umeå el 8 de julio de 2004. También actuó en el musical navideño «White Christmas» del 6 al 17 de diciembre de 2005 en Scandia Infra City, en Upplands Väsby.
Anteriormente ha realizado giras con Dr Alban y E-type y ha colaborado con artistas como Ulf Lundell, Wilmer-X y Ace of Base.
Martina Edoff apareció en la temporada 2003-2004 del reality show Fame Factory. Fue cofundadora y líder de The Poodles a principios de la década de 2000. En 2014, lanzó su álbum debut con el autotitulado Martina Edoff. Al año siguiente publicó Unity, seguido de una gira norteamericana en septiembre-octubre de 2015 fue acompañada por músicos de la banda sueca H.E.A.T. Durante esa gira fue telonera de la cantante finlandesa Tarja Turunen en el Microestadio Malvinas Argentinas ubicado en Buenos Aires, Argentina.
Tras años de ausencia en 2024 vuelve a publicar en su Facebook personal una nueva canción titulada «New Town» escrita por Edoff y Peter Karlsson.

## Discografía

### Álbumes
- 2014 – Martina Edoff

1. On the Top 3:26
2. Back Home 3:02
3. Who You Are 2:59
4. Hero 3:42
5. Heartland 2:50
6. Just Take my Heart (Mr.Big) 3:47
7. Seeds of Love (Mother Nature Cover) 6:08
8. Seduce Your Mind 2:57
9. My Moment 3:46
10. Before I Die 3:22

- 2015 – Unity

1. Unity
2. Never Let You Down
3. World Has Gone Mad
4. Spirit of Light
5. Come alive
6. I am Manning
7. Love Keeps Turning Away
8. Moments of Truth
9. Sound of Thunder
10. This Love is Crazy
11. Caught in the Middle

Músico de respaldo
- Martina Edoff – Voz/Coros
- Jona Tee – Teclados/Coros
- Eric Rivers – Guitarra
- Jimmy J – Bajo
- Crash – Batería

- 2017 – We Will Align

| N.º   | Título                | Letras                         | Música | Notas | Duración |  |
| 1.    | «Turn Our Pages»      | Martina Edoff; Erik Martensson |        |       | 4:50     |  |
| 2.    | «Champions»           | Edoff; Hans Thegal             |        |       | 3:58     |  |
| 3.    | «Alive»               | Edoff; Billy Sheehan           |        |       | 3:40     |  |
| 4.    | «We Will Align»       | Edoff; Jonas Hornqvist         |        |       | 4:02     |  |
| 5.    | «Lay Down Your Arms»  | Edoff; Hans Thegel             |        |       | 4:24     |  |
| 6.    | «Face the Mirror»     | Edoff; Jonas Hornqvist         |        |       | 4:24     |  |
| 7.    | «Set you Free»        | Edoff; Fredrik Joalimsson      |        |       | 3:36     |  |
| 8.    | «I'm Invincible»      | Edoff; Hans Thegel             |        |       | 3:56     |  |
| 9.    | «Truth Came Knocking» | Edoff; Hans Thegel             |        |       | 3:32     |  |
| 10.   | «Brand New World»     | Edoff; Benny Jansson           |        |       | 04:01    |  |
| 40:39 |                       |                                |        |       |          |  |

Músicos de respaldo
- Martina Edoff – Voz principal
- Björn Höglund- Batería
- Nalle Påhlsson - Bajo
- Stefan Bergström- Guitarra
- Jona Tee- Teclados, Hammond, guitarra y producción
- Dave Dalone - Guitarra